# University Place
University Place é uma cidade localizada no estado norte-americano de Washington, no Condado de Pierce.

## Demografia
Segundo o censo norte-americano de 2000, a sua população era de 29.933 habitantes.
Em 2006, foi estimada uma população de 30.610, um aumento de 677 (2.3%).

## Geografia
De acordo com o United States Census Bureau tem uma área de
21,9 km², dos quais 21,7 km² cobertos por terra e 0,2 km² cobertos por água.

## Localidades na vizinhança
O diagrama seguinte representa as localidades num raio de 8 km ao redor de University Place.